# Francisco Garrigós
Francisco Garrigós (ur. 9 grudnia 1994 r. w Móstoles) – hiszpański judoka, medalista olimpijski z Paryża, srebrny medalista igrzysk europejskich, srebrny i brązowy medalista mistrzostw Europy, uczestnik Letnich Igrzysk Olimpijskich w 2016 i 2020.

## Osiągnięcia
- Igrzyska europejskie
  - Igrzyska Europejskie 2019 – 2. miejsce
- Mistrzostwa Europy
  - Mistrzostwa Europy 2019 – 2. miejsce
  - Mistrzostwa Europy 2017 – 3. miejsce
- Mistrzostwa Świata Juniorów
  - Mistrzostwa Świata Juniorów 2014 – 1. miejsce
- Mistrzostwa Europy Juniorów
  - Mistrzostwa Europy Juniorów 2014 – 1. miejsce
  - Mistrzostwa Europy Juniorów 2013 – 3. miejsce
- Mistrzostwa Hiszpanii
  - Mistrzostwa Hiszpanii 2015 – 1. miejsce
  - Mistrzostwa Hiszpanii 2014 – 1. miejsce
  - Mistrzostwa Hiszpanii 2013 – 2. miejsce
  - Mistrzostwa Hiszpanii 2012 – 3. miejsce
- Mistrzostwa Hiszpanii Juniorów
  - Mistrzostwa Hiszpanii Juniorów 2014 – 1. miejsce
  - Mistrzostwa Hiszpanii Juniorów 2013 – 1. miejsce
  - Mistrzostwa Hiszpanii Juniorów 2011 – 1. miejsce
  - Mistrzostwa Hiszpanii Juniorów 2010 – 3. miejsce
- Mistrzostwa Hiszpanii Kadetów
  - Mistrzostwa Hiszpanii Kadetów 2010 – 3. miejsce
  - Mistrzostwa Hiszpanii Kadetów 2010 – 2. miejsce

## Igrzyska olimpijskie
| Runda    | Przeciwnik       | Wynik     | Osiągnięcie |
| -------- | ---------------- | --------- | ----------- |
| 1. runda | Wolny los        | Wolny los | 2. runda    |
| 2. runda | Tobias Englmaier | 000–001   | 2. runda    |